# Valtion elokuvatarkastamo
 (avril 2020).
Si vous disposez d'ouvrages ou d'articles de référence ou si vous connaissez des sites web de qualité traitant du thème abordé ici, merci de compléter l'article en donnant les références utiles à sa vérifiabilité et en les liant à la section « Notes et références ».
Le Valtion elokuvatarkastamo (VET) en finnois ou Statens filmgranskningsbyrå (SFB) en suédois (pour système finlandais d’évaluation des films) est une institution officielle dépendant du ministère de l'éducation évaluant les films et les jeux vidéo en Finlande (1946–2011).

## Historique
Depuis 2003, les jeux vidéo sont évalués par PEGI.

## Classification

### Cinéma
| Icône |
| ----- |
|       |
|       |
|       |
|       |
|       |
|       |

### Jeux vidéo
| Icône |
| ----- |
|       |
|       |
|       |
|       |
|       |